# Patricio Patrón Laviada
Patricio José Patrón Laviada (Mérida, Yucatán; 17 de diciembre de 1957) es un político mexicano, miembro del Partido Acción Nacional. Fue gobernador de Yucatán desde el 1 de agosto de 2001 al 31 de julio de 2007. Ha sido diputado local de Yucatán de 1994-1995, presidente municipal de Mérida de 1995-1998, Senador por Yucatán de 2000-2001 y Procurador Federal de Protección al Ambiente de México durante la presidencia de Felipe Calderón Hinojosa entre 2008 y 2011.

## Datos biográficos
Nació en la ciudad de Mérida el 17 de diciembre de 1957. Realizó estudios de primaria, secundaria y bachillerato en la ciudad de Mérida y ha tomado diversos cursos especializados, entre ellos de Calidad Total y Administración Pública Municipal.
Ha sido Secretario Ejecutivo del Pronasol Municipal en Mérida; diputado local, presidente municipal de Mérida, senador de la república y gobernador del estado de Yucatán para el período 2001 - 2007. Además es empresario, socio de tres empresas yucatecas, todas del sector pesquero. Fue el primer gobernador del estado de Yucatán emanado de la oposición, específicamente del Partido Acción Nacional (PAN), mediante una coalición con el Partido de la Revolución Democrática (PRD), el Partido del Trabajo (PT) y el Partido Verde Ecologista de México (PVEM), derrotando  a su contrincante del Partido Revolucionario Institucional (PRI), el abogado Orlando Paredes Lara en la elección estatal que se llevó a cabo el año 2001.
El 18 de enero de 2008 fue nombrado titular de la Procuraduría Federal de Protección al Ambiente por el presidente Felipe Calderón, cargo al que renunció el 26 de enero de 2011 por presuntas diferencias con el titular de la Secretaría de Medio Ambiente y Recursos Naturales.